# Pärispea poolsaar
Pärispea poolsaar (Pärispeahalvön) är en halvö i Kuusalu kommun i Harjumaa i Estland, 60 km öster om huvudstaden Tallinn.
Dess norra udde, Purekkari neem, är estländska fastlandets nordligaste plats. Halvön avgränsas i väster av bukten Hara laht och i öster av Eru laht. Nordöst om halvön ligger ön Ekholm. På dess västra sida ligger orterna Pärispea och Suurpea samt staden Loksa. På den östra sidan ligger orterna Viinistu, Turbuneeme och Kasispea. Delar av halvön ingår i Lahemaa nationalpark. 
Inlandsklimat råder i trakten. Årsmedeltemperaturen i trakten är 3 °C. Den varmaste månaden är juli, då medeltemperaturen är 18 °C, och den kallaste är januari, med −11 °C.

## Galleri

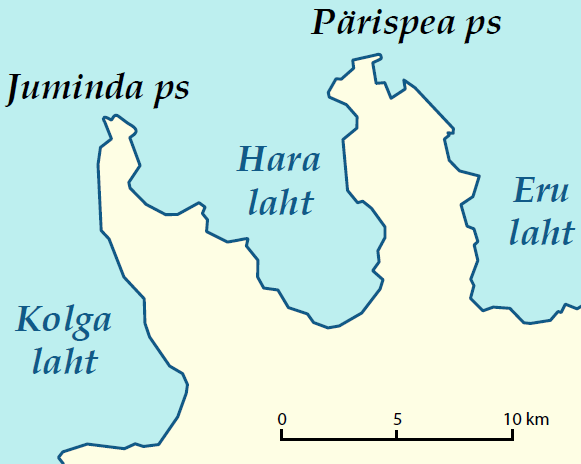
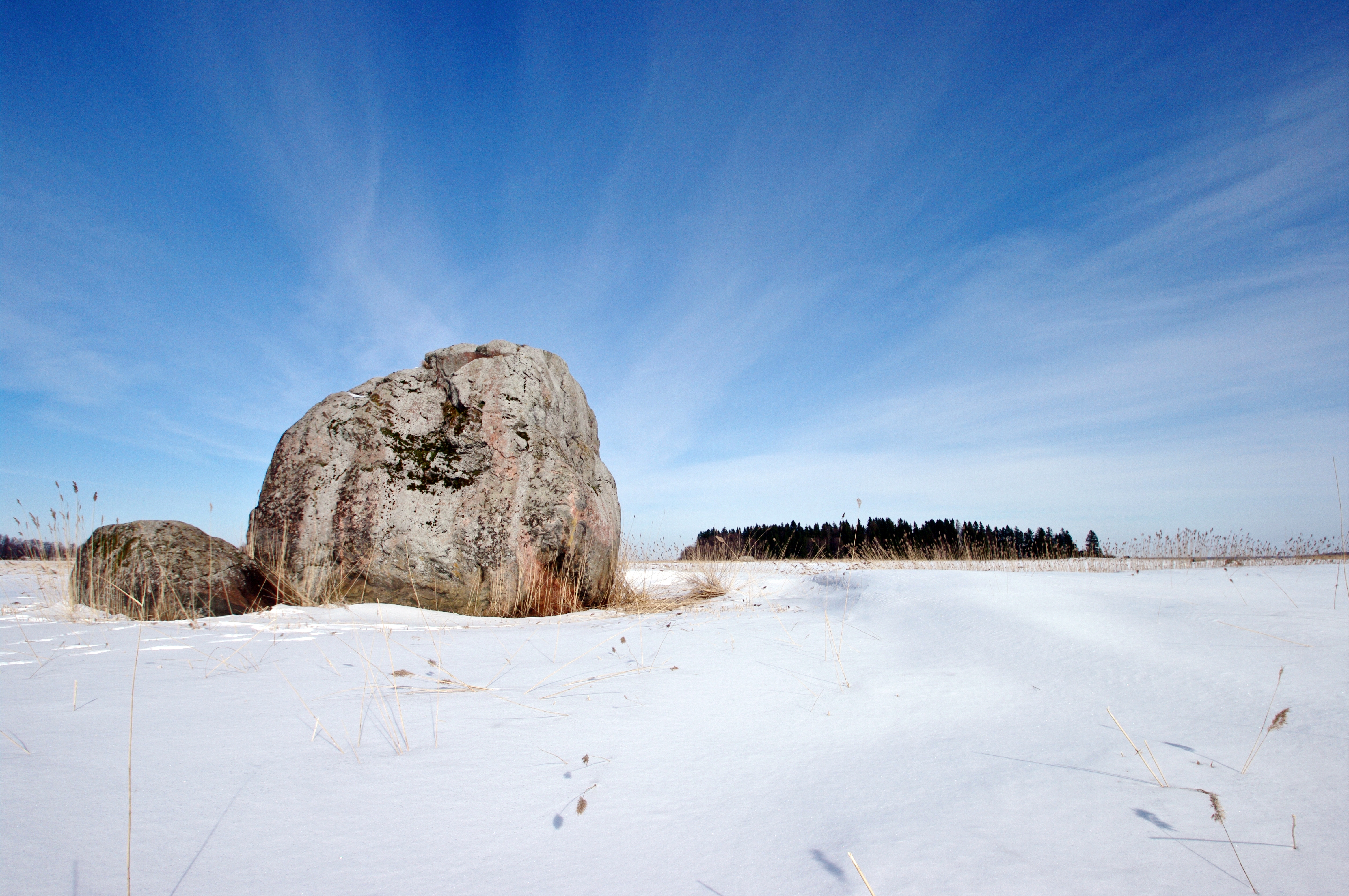

### Fotnoter
1. ↑  Pärispea Poolsaar hos Geonames.org (cc-by); post uppdaterad 1996-03-25; databasdump nerladdad 2015-09-05
2. ↑  ”NASA Earth Observations Data Set Index”. NASA. Arkiverad från originalet den 6 augusti 2013. https://web.archive.org/web/20130806035941/http://neo.sci.gsfc.nasa.gov/dataset_index.php. Läst 30 januari 2016.